# زوزانا ستيفولوفا
زوزانا ستيفولوفا (ولدت سنة 1983)، هي محامية ومحاضرة وناشطة سلوفاكية، تعدّ أول سلوفاكية تحصل على جائزة أشجع امرأة دولية.

## حياتها
ولدت ستيفولوفا في سلوفاكيا عام 1983. هي محاضرة في جامعة ترنافا في سلوفاكيا. ساعدت في إنشاء التكامل السياسي لجمهورية سلوفاكيا.
قامت بحملة لحقوق اللاجئين والمهاجرين المستقرين بأوروبا، وفي عام 2016 حصلت على جائزة أشجع امرأة دولية مما يجعلها أول امرأة سلوفاكية تحصل على هذه الجائزة.